# Patron Noé Devaud
Pour les articles homonymes, voir Devaud.
Le Patron Noé Devaud (SNS 052) est un ancien bateau français de la Société nationale de sauvetage en mer (SNSM). Ce canot tous temps avec une coque acier, insubmersible et autoredressable a été lancé à la station SNSM de L'Île-d'Yeu. Il pouvait sortir dans n'importe condition de vent et de mer. (Les canots tous temps sont reconnaissables à leur coque de couleur verte et à leur numéro commençant par un 0).

## Histoire
Il a été baptisé du nom de Noé Devaud, patron du canot de sauvetage Paul Tourreil (un des six survivants) lors du dramatique sauvetage du cargo norvégien Ymer (26-28 janvier 1917) .

## Service
Le Patron Noé Devaud a été en service aux stations SNSM de l'Île-d'Yeu, de Ouistreham et de Camaret-sur-Mer (1997-2001).
Il a été hors d'eau sur un quai du port de L'Île-d'Yeu jusqu'au 29 avril 2015.